# Tamer Salah
Tamer Salah (arab. تامر صلاح; ur. 3 lutego 1986) – palestyński piłkarz grający na pozycji obrońcy. Jest zawodnikiem klubu Hilal Al-Quds Club.

## Kariera piłkarska
Saleh jest zawodnikiem klubu Hilal Al-Quds Club, z którym w sezonach 2016/2017 i 2017/2018 wywalczył dwa mistrzostwa West Bank Premier League, a wcześniej w sezonie 2012/2013 - wicemistrzostwo.

## Kariera reprezentacyjna
W reprezentacji Palestyny Salah zadebiutował 9 listopada 2014 w wygranym 3:1 towarzyskim meczu z Wietnamem. W 2015 roku został powołany do kadry na Puchar Azji 2015, a w 2019 na Puchar Azji 2019.